# Delegierter
Delegierte (von lateinisch delegāre „hinschicken, anvertrauen“, Substantiv: die Delegation) sind gewählte oder persönlich von einer dazu befähigten Instanz beauftragte Akteure, denen die Aufgabe der konkreten Aktion per Einzelvollmacht zukommt.

## Delegierte nach Tätigkeitsbereichen

### Politik
Die Mitglieder des Deutschen Bundestages sind zum Beispiel Delegierte des deutschen Volkes, siehe Abgeordneter. Aus ihren Reihen, genauso wie aus Parteien, können auch einzelne Personen delegiert werden, um an Fortbildungen, Veranstaltungen oder Gipfeltreffen teilzunehmen.
Im Repräsentantenhaus der Vereinigten Staaten wird nach Abgeordneten und Delegierten unterschieden. Während Abgeordnete einen Bundesstaat vertreten, stammen die Delegierten aus den abhängigen Gebieten wie Puerto Rico oder Guam sowie dem Hauptstadtdistrikt Washington, D.C. Sie besitzen lediglich in den Ausschüssen Stimmrecht, nicht aber im Repräsentantenhaus selbst.
Die Parteitage der Parteien setzen sich entweder aus ihren Mitgliedern oder aus den Delegierten der unteren Ebenen, z. B. Landesverbände, Bezirksverbände oder Kreisverbände zusammen. Die Zahl der Delegierten richtet sich dabei meistens nach der Zahl der Mitglieder einer Partei im entsprechenden Regionalverband.

### Vereinswesen
Delegierte sind Interessenvertreter bei einer übergeordneten Vereinssektion oder bei einem Dachverband.
Delegierte haben über ihren Delegationsstatus aktives und passives Wahlrecht, dürfen an Abstimmungen teilnehmen und bekommen Auslagen für Kosten und Logis auf Antrag erstattet. Eine Spezialform sind Klausurtagungen oder Schulungen. Näheres ist im Vereinsrecht geregelt.

### Unternehmen
Betriebsräte sind Delegierte in Wirtschaftsunternehmen, welche ab einer bestimmten Zahl von Arbeitnehmern gebildet werden können. Sie haben die Aufgabe, die Interessen der Arbeitnehmer gegenüber dem Arbeitgeber zu vertreten. Einzelheiten hierzu sind im Betriebsverfassungsgesetz geregelt.
In der Schweiz gibt es mit dem Verwaltungsratsdelegierten eine Doppelrolle aus Verwaltungsratsmitglied und Mitglied der Geschäftsleitung.